# Alcatel OT-708
El Alcatel OT-708, también conocido como Alcatel One Touch Mini y Alcatel One Touch 708, es un teléfono móvil desarrollado por la compañía Alcatel Mobile Phones (una join venture de Alcatel-Lucent y TCL Technology). Presenta un diseño Slate y posee una pantalla táctil de 2.4 pulgadas. El Alcatel OT-708 One Touch MINI es compatible con las redes 2G GSM 850/1900 o 900/1800 (depende de zona). El teléfono está disponible en azul, plateado y verde.
El teléfono tiene un menú oculto al que se accede tecleando *#364463#, donde se pueden configurar diferentes aspectos de sonido y auriculares.

## Características
- Lanzamiento: junio de 2009
- Tarjeta SIM : Mini Sim (2FF) interna
- Antena : todas internas.
- Pantalla táctil : resistiva TFT LCD de 2,4 pulgadas
- Resolución de pantalla : 240 x 320 píxeles y 18 bits (262144 colores)
- Java: MIDP 2.0
- Memoria : 5 MiB de memoria de usuario.
- Bandas : redes 2G GSM 850/1900 o 900/1800 MHz (depende de zona).
- Datos : GPRS Clase 10 (4+1/3+2 slots) con una velocidad de 32 - 48 kbps. WAP 2.0
- Cámara de 1.3 Megapíxeles de lente fija, con capacidad de captura de vídeo, 1280 x 1024 píxeles en modo foto.
- Timbres : polifónicos (64 canales) y MP3.
- Multimedia : reproductor MP3/AAC
- Conectividad : miniUSB 1.1, Bluetooth (estéreo 2.0 A2DP). GPRS clase 10, WAP 2.0
- Batería :  interna de Li-ion 3,7 voltios y 750 mAh
  - Tiempo de espera : hasta 350 h
  - Tiempo de conversación : hasta 8 horas
  - Tiempo de reproducción de audio : hasta 15 horas
- Formato : Pizarra o Slate
- Carcasa : colores Metallic blue, Silver & Acid green (azul, plateado y verde). Bajo el altavoz está la pantalla principal, el logotipo y por debajo una serie de leds que se encienden en función de lo que hay en pantalla (ondas al reproducir música, opciones del menú...) En el lateral izquierdo está el botón de encendido y en el derecho los dos botones de control de volumen. En la trasera cámara digital con flash. Si se retira la cubierta se accede al compatimento de la bateŕía y, al retirarla, a las ranuras de la tarjeta SIM y la MicroSD. En la zona inferior se encuentra el conector miniUSB y el alojamiento para el estilete. En la superior minijack de 3,5 mm para auriculares/manos libres.
- Tamaño : 96 mm (3,78 pulgadas) largo x 52,4 mm (2,06 pulgadas) ancho x 14,6 mm (0,57 pulgadas) alto
- Peso : 83 g (2,93 onzas)
- Tarjeta de memoria : microSD (TransFlash) de hasta 4 Gb
- Tasa de absorción específica : 0,66 W/kg
- Mensajes : SMS con texto predictivo Zi, MMS 1.2.